# Цэрану, Йон
Йон Цэрану (рум. Ion Ţăranu; 14 марта 1938 — 2005) — румынский борец греко-римского стиля, призёр Олимпийских игр.

## Биография
Родился в 1938 году в Турну-Мэгуреле.

В 1959 году стал чемпионом Румынии. В 1960 году завоевал бронзовую медаль на Олимпийских играх в Риме. В 1964 году принял участие в Олимпийских играх в Токио, но там был лишь 5-м. В 1965 году выиграл чемпионат мира. В 1966 году завоевал золотую медаль Балканских игр. В 1967 году стал серебряным призёром чемпионата Европы. В 1968 году принял участие в Олимпийских играх в Мехико, но там снова занял 5-е место.